# Zgubljeno s prevodom
Zgubljeno s prevodom (tudi Izgubljeno s prevodom, angleško Lost in Translation) je ameriško-japonski komično-dramski film iz leta 2003, ki ga je režirala in zanj napisala scenarij Sofia Coppola. V glavni vlogi nastopa Bill Murray kot starejši igralec Bob Harris, ki se v tokijskem hotelu spoprijatelji z mlado Charlotte (Scarlett Johansson). Film se ukvarja s temami osamljenosti, nespečnosti, eksistencializma, dolgočasja in kulturnega šoka v modernem japonskem mestu.
Film je bil premierno predvajan 29. avgusta 2003 na Filmskem festivalu v Telluridu, 12. septembra v ameriških kinematografih, 17. aprila 2004 pa v japonskih. Izkazal se je za uspešnico z več kot 119 milijoni USD prihodkov ob 4-milijonskem proračunu ter prejel 63 filmskih nagrad in 113 nominacij. Na 76. podelitvi je bil nominiran za oskarja v štirih kategorijah, prejel je nagrado za najboljši izvirni scenarij, nominiran pa je bil še za najboljši film, režijo in igralca (Murray). Nominiran je bil tudi za osem nagrad BAFTA, od katerih je bil nagrajen za najboljšega glavnega igralca (Murray), glavno igralko (Johansson) in montažo, ter pet zlatih globusov, od katerih je bil nagrajen za najboljši glasbeni ali komični film, najboljšega igralca v glasbenem ali komičnem filmu (Murray) in scenarij.

## Vloge
- Bill Murray kot Bob Harris
- Scarlett Johansson kot Charlotte
- Giovanni Ribisi kot John
- Anna Faris kot Kelly
- Fumihiro Hajaši kot Charlie Brown
- Akiko Takešita kot g. Kavasaki
- François Du Bois kot pianist
- Takaši Fudžii kot televizijski voditelj
- Hiromix kot ona sama